# スターマン/愛・宇宙はるかに
『スターマン/愛・宇宙はるかに』（スターマン あい・うちゅうはるかに、Starman）は、ジョン・カーペンター監督1984年製作のアメリカ合衆国のSFロマンス映画。115分、カラー。ボイジャーのゴールデンレコードの招待に応えて地球に来た知的生命体が、人体のクローンを作成した物語。
主演のジェフ・ブリッジスは、この作品で1985年度サターン賞主演男優賞を受賞し、同年の第57回アカデミー賞主演男優賞およびゴールデングローブ賞映画部門主演男優賞にノミネートされた。

## あらすじ
1977年に打ち上げられた宇宙探査機ボイジャー2号には、平和のメッセージが書かれたゴールデンレコードが搭載されており、異星文明を地球に招待している。
若くして最愛の夫スコットと死別したジェニーは心寂しい毎日を送っていた。ある日遥かな宇宙で、ゴールデンレコードに収録された「地球に歓迎する」という言葉を受け取り来訪した異星人の宇宙船が米軍の攻撃により地球に落下、異星人は追手から免れながらジェニーの家を発見すると、アルバムにあったスコットの遺品から遺伝子情報を持っていた不思議な球体を使い解析し、スコットそっくりの姿となる。ジェニーはスコットに生き写しの男の来訪を受け、言葉も地球のことを何も知らない彼・スターマンから恐れ逃げようとするが、彼の超能力により逃げることができない。「誘拐された」というメッセージを残しながら、彼の目的地であるアリゾナ州へ行動を共にすることとなる。
道中、英語を学びながら地球人のことを知っていくスターマン。次第にジェニーは彼の心の暖かさを知り、心惹かれていく。彼から三日後に目的地で宇宙船が迎えに来ること、またそれを逃すと死んでしまうことを聞き、これが決定打となり彼女は彼を目的地へ連れて行く決心をする。米軍のシャーマンに「誘拐は誤解」と釈明の電話を入れる。
だが、スターマンの地球来訪を知った軍は彼を捕獲するべく行動を開始していた。地球の環境に身体を蝕まれながらも、宇宙船との会合地点に急ごうとするスターマンと行動を共にするジェニーは、彼女の愛したスコットそのもののように地球人らしくなっていくスターマンとの別れをいつしか恐れるようになった。優しい人々にも助けられながら2人は追手を振り切り、目的地へと急ぐ。雨に降られびしょ濡れになった二人は成り行きから体を交える。ジェニーは病気で子どもができない体質であったが、スターマンの能力によってスコットとの子どもを宿す。
目的地近くのバーに付き、チェリーパイを食べ、そこへ追手が到着。若い科学者のシャーマンは彼らが愛し合っていることを知り、また非人道的な米軍の宇宙人への接し方に愛想がつき、彼らを逃がす。そして、旅の果てでついに母船との邂逅を果たしたスターマンに別れと共に、彼の贈り物である彼女の体内で育つ命のことを告白される。彼は最後に残った不思議な球体を一つジェニーに手渡し、「これが何かは生まれてくる子供が知っている」といって去っていった。

## スタッフ
- 監督：ジョン・カーペンター
- 製作：ラリー・J・フランコ
- 製作総指揮：マイケル・ダグラス
- 共同制作：	バリー・ベルナルディ
- 脚本：ブルース・A・エバンス、レイノルド・ギデオン
- 撮影：ドナルド・M・モーガン
- SFX：I.L.M.、ブルース・ニコルソン
- 特殊効果：ディック・スミス
- 特殊メイク：リック・ベイカー
- 音楽：ジャック・ニッチェ

## キャスト
| 役名                          | 俳優                           | 日本語吹替                                                                                       | 日本語吹替 |
| 役名                          | 俳優                           | テレビ朝日版                                                                                     |            |
| ----------------------------- | ------------------------------ | ------------------------------------------------------------------------------------------------ | ---------- |
| スターマン スコット・ヘイドン | ジェフ・ブリッジス             | 津嘉山正種                                                                                       |            |
| ジェニー・ヘイドン            | カレン・アレン                 | 小山茉美                                                                                         |            |
| マーク・シャーマン            | チャールズ・マーティン・スミス | 富山敬                                                                                           |            |
| ジョージ・フォックス          | リチャード・ジャッケル         | 小林清志                                                                                         |            |
| ベル陸軍少佐                  | ロバート・ファレン             | 仲木隆司                                                                                         |            |
| レモン軍曹                    | トニー・エドワーズ             | 田中亮一                                                                                         |            |
| ブラッド・ハインミューラー    | ジョン・ウォルター・デイビス   | 千田光男                                                                                         |            |
| ゴールドマン                  | テッド・ホワイト               | 筈見純                                                                                           |            |
| その他                        |                                | 飯塚昭三 村松康雄 藤城裕士 小島敏彦 嶋俊介 秋元羊介 斎藤昌 さとうあい 堀越真己 冬馬由美 荒川太朗 |            |
|                               |                                |                                                                                                  |            |
| 演出                          |                                | 福永莞爾                                                                                         |            |
| 翻訳                          |                                | 宇津木道子                                                                                       |            |
| 調整                          |                                | 遠西勝三                                                                                         |            |
| 音楽・効果                    |                                | 猪飼和彦                                                                                         |            |
| 製作                          |                                | 千代田プロダクション                                                                             |            |
| 初回放送                      |                                | 1989年7月9日 『日曜洋画劇場』                                                                    |            |

- 2011年10月26日『ミッドナイトアートシアター』での放送では翻訳を戸田奈津子が担当。

## 視覚効果
モデル造形とフィジカル・エフェクトを含んだ特殊メイクで制作されたスターマンの変身シーンはリック・ベイカー、スタン・ウィンストンとディック・スミスという巨匠たちの合作となった。
視覚効果はインダストリアル・ライト&マジックが担当し、後に視覚効果監督になるスコット・ファラー(『バックドラフト』)やマイケル・J・マカリスター(『インディ・ジョーンズ/最後の聖戦』)がキャメラマンとして参加している。終盤バリンジャー・クレーター上空に現れるスターマンの宇宙船は表面が周囲の風景を反射する鏡面になっており、撮影にブルーバック合成が使えず、半球形に加工した発泡スチロールにプロジェクターで風景を投射し、反射した風景を表現している。
1982年にILMが担当した『E.T.』でも鏡面状の宇宙船が登場しているが、この手法は環境マッピングなど3DCG技法のアナログ版と考える事が出来る。実際本作より数ヶ月先に公開された『スター・ファイター』でCGIを用いて鏡面状の宇宙船が制作され、ILMも『ターミネーター2』で鏡面状のキャラクターが様々な形状に変化する様子をCGIで描写している。

## 評価
レビュー・アグリゲーターのRotten Tomatoesでは33件のレビューで支持率は85%、平均点は6.90/10となった。Metacriticでは8件のレビューを基に加重平均値が70/100となった。